# Iglesia de Nuestra Señora de la Asunción (Denia)
La iglesia de Nuestra Señora de la Asunción, situada en la Plaza de la Constitución de la localidad de Denia (Alicante, España), es una construcción del siglo XVIII, con reformas de los siglos XIX y XX.
En el mismo corazón de la ciudad, y a escasos metros del Ayuntamiento, está construida en mampostería y ladrillo, aunque la piedra sillar se emplea en todo el zócalo. Tiene una cubierta a dobles vertientes, destacando la cúpula central de tipos azules sobre un tambor octogonal.
Presenta una fachada con dos puertas, la primera que da el acceso al templo y la segunda, la "Capella del Roser o de Sant Roc". 
Al lado del ingreso principal se encuentra la torre-campanario.
Declarada bien de relevancia local en 1998.